# 商南县
商南县是中国陕西省商洛市下辖的一个县，位于陕西东南部，秦岭以南，与湖北河南交界，总面积为2307平方公里，山地为主。常住人口約20.5万人。
商南的矿产资源主要有镁橄榄石（5亿吨）、金红石（200万吨）、钾钠长石（5500万吨）、钒（储量710万吨）和水晶（全国四大富矿区之一）等。
生态旅游资源丰富，境内有国家级4A级旅游景区、国家级森林公园—金丝大峡谷。水力资源丰富，境内有一江三库。

## 历史
明朝洪武七年（1374年）五月，商州降为商县。成化十三年（1477年）三月，仍为商州。同月，以商县的层峰驿置商南县。
清雍正三年（1725年），升商州為直隸州，屬陝西潼商道商州管轄。
民國二年（1913年），廢州府，存縣道，商南隸屬漢中道。民國三年（1914年），屬關中道。
民國十七年（1928年），直屬陝西省。民國二十四年（1935年），於商縣設第四專員公署督察區（系十九綏靖區），商南縣為直轄六縣之一。
民國三十五年（1946年）8月中旬，在太子坪成立商山縣民主政府，隸屬中共豫鄂陝邊區第三地委，第三軍分區管轄。同月底，鄖商縣人民民主政府在趙川馬家坪成立，隸屬第三分區管轄。
民國三十七年（1948年）5月，在河南省西峽縣丁河鎮成立商南縣人民民主政府，隸屬中共豫陝鄂邊區第二地委、第二軍分區管轄，西峽縣西坪鎮劃歸商南。
1949年，屬陝南行政公署第二分區轄。
1950年5月，屬商洛地區專員公署轄。
1969年，屬商洛地區行政公署管轄。
1987年全县设城关、富水（王家庄）、赵川、试马4镇及6区、区辖33乡。县人民政府駐城关
2001年，屬商洛市管轄。

## 人口
2020年末，全县常住人口为203796人，同第六次全国人口普查2010年11月1日零时的221569人相比，十年共减少17773人，减少8.02%，年平均减少0.83%。

## 行政区划
商南县下辖1个街道办事处、9个镇：
城关街道、富水镇、湘河镇、赵川镇、过风楼镇、试马镇、清油河镇、十里坪镇、金丝峡镇和青山镇。

## 交通
- 312国道、 345国道过境。
- 沪陕高速过境。
- 寧西鐵路过境（设车站商南站）。